# تررا مار، فلوریدا
تررا مار (به انگلیسی: Terra Mar) یک منطقهٔ مسکونی در ایالات متحده آمریکا است که در شهرستان براوارد، فلوریدا واقع شده‌است. تررا مار ۱٫۰ کیلومتر مربع مساحت و ۲٬۶۳۱ نفر جمعیت دارد و ۱ متر بالاتر از سطح دریا قرار دارد.